# Bogorfalva
Bogorfalva, Bogodinc románul: Bogodinț, falui Romániában, a Bánságban, Krassó-Szörény megyében.

## Fekvése
Szászkabányától északnyugatra, a Dunába ömlő Néra jobb partján fekvő település.

## Története
Bogorfalva, Bogodinc nevét 1690-1700 között említette először oklevél Bogotin néven.
1808-ban Bogodincz, 1913-ban Bogorfalva néven volt említve.
A trianoni békeszerződés előtt Krassó-Szörény vármegye Jámi járásához tartozott.
1910-ben 845 lakosából 835 román és ebből 841 görög keleti ortodox volt.

## Források

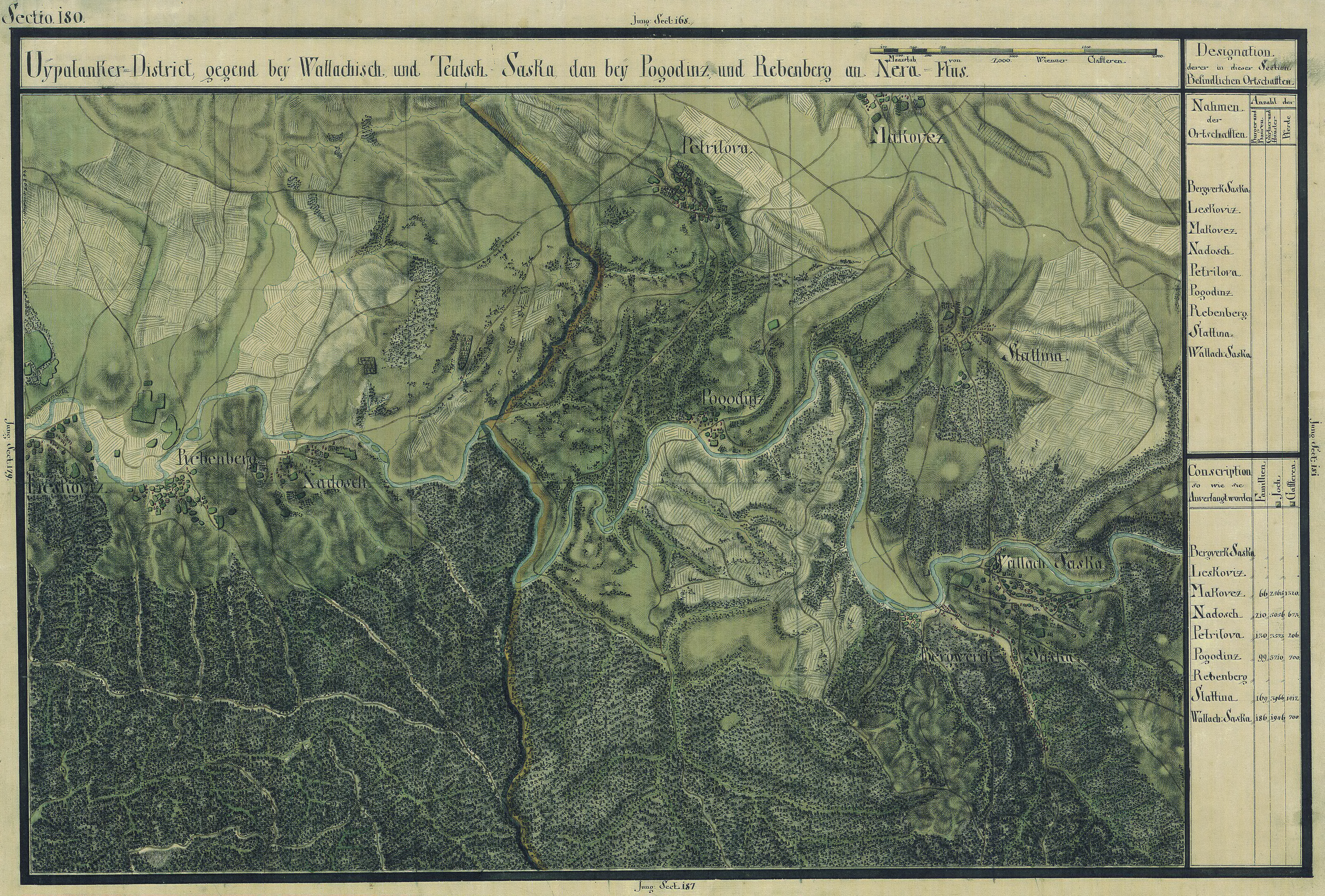
Bogorfalva, Bogodinc egy régi térképen